# Eleocharis viridans
Eleocharis viridans är en halvgräsart som beskrevs av Georg Kükenthal och Cornelius Osten. Eleocharis viridans ingår i släktet småsäv, och familjen halvgräs. Inga underarter finns listade i Catalogue of Life.